# Ollo Landoy
Ollo Landoy es el nombre de una variedad cultivar de manzano (Malus domestica). Esta manzana es originaria de Galicia, está cultivada en la colección de árboles frutales y banco de germoplasma de Mabegondo con el Nº 4; ejemplares procedentes de esquejes localizados en Santiago de Landoi, parroquia del municipio de Cariño (La Coruña).

## Sinónimos
- "Manzana Ollo Landoy",[4][5]
- "Maceira Ollo Landoy".

## Características
El manzano de la variedad 'Ollo Landoy' tiene un vigor vigoroso, productivo. Tamaño grande y porte erguido.
Época de inicio de brotación a partir del 24 de abril y de floración a partir de 18 de mayo.
Las hojas tienen una longitud del limbo de tamaño largo, con la máxima anchura del limbo ancho. Longitud de las estípulas es larga y la máxima anchura de las estípulas es ancha. Denticulación del borde del limbo es ondulado, con la forma del ápice del limbo mucronado y la forma de la base del limbo es cordiforme. Con subestípulas presentes.
Sus flores tienen una longitud de los pétalos media, anchura de los pétalos es ancha, disposición de los pétalos superpuestos entre sí, con una longitud del pedúnculo corta.
La variedad de manzana 'Ollo Landoy' tiene un fruto de tamaño pequeño, de forma plana-globosa, de color bicolor, con chapa a rayas, e intensidad media. Epidermis de textura suave con pruina en su superficie, y con presencia de cera débil. Sensibilidad al "russeting" (pardeamiento áspero superficial que presentan algunas variedades) muy poco sensible. Con lenticelas de tamaño mediano.
Los sépalos están dispuestos de forma variable, y variable en su base; su fosa calicina es profunda de una anchura media. Pedúnculo de grosor medio y de longitud corto, siendo la cavidad peduncular de una profundidad poco profunda y de anchura estrecha. Con pulpa de color blanca, de firmeza es intermedia y textura intermedia; su jugosidad es intermedia con sabor de acidez débil, y aromática.
Época de maduración y recolección a partir del 24 de septiembre. 'Ollo Landoy' es una manzana que su destino es la conservación de esta variedad en el banco de germoplasma de Mabegondo como reserva genética.

## Susceptibilidades
- Oidio: no presenta
- Moteado: no presenta
- Raíces aéreas: ataque débil
- Momificado: ataque débil
- Pulgón lanígero: ataque débil
- Pulgón verde: ataque fuerte
- Araña roja: no presenta
- Chancro del manzano: no presenta[3]